# Norra Rönnskärsbådan
Norra Rönnskärsbådan är en ö i Finland. Den ligger i Norra kvarken och i kommunen Malax i landskapet Österbotten, i den västra delen av landet. Ön ligger omkring 28 kilometer väster om Vasa och omkring 380 kilometer nordväst om Helsingfors.
Öns area är 2,5 hektar och dess största längd är 300 meter i nord-sydlig riktning.
Inlandsklimat råder i trakten. Årsmedeltemperaturen i trakten är 3 °C. Den varmaste månaden är augusti, då medeltemperaturen är 16 °C, och den kallaste är januari, med −10 °C.